# 森の学校 (映画)
『森の学校』（もりのがっこう）は、2002年7月20日に公開された日本映画。現在の丹波篠山市出身の霊長類学の世界的権威・河合雅雄の小説『少年動物誌』（福音館書店 刊）を原作として製作。監督は西垣吉春。丹波篠山の雄大な自然や景色を大きな画面で見てほしいという監督の思いから、映画館のみでの上映となっており（DVD、動画配信などされていない）、ファンからは「幻の映画」と呼ばれている。三浦春馬の初主演映画。

## あらすじ
昭和10年代の丹波篠山を舞台に、自然の中で成長していく少年の姿を描いたドラマ。
四方を山で囲まれた静かな城下町、丹波篠山。子供たちが群れをなして遊ぶ中、東京から美代子（小峰玲奈 ※小嶺麗奈とは別人）が母に連れられて越してくる。美代子の父は戦死しており、美代子を祖父母に預け、母は仕事を探すために東京へ戻っていった。
歯科医を営む河合秀雄（篠田三郎）と妻・静子（神崎愛）の家は、男ばかりの六人兄弟を抱え、にぎやかに暮らしていた。
三男・マト（三浦春馬）はワンパク坊主だったが、体が弱く、学校も休みがちで、弟のミト（小谷力）とともに、家の中に飼っている動物たちを集め、互いの名前から１文字ずつとって「マミ動物園」とし、世話していた。
ある日、遊び仲間のヒコヤンが、宿敵の群家（ぐんけ）の勝久にいじめられた。遊び仲間たちが復讐に挑む中、マトは勝久に一騎打ちを申し出た。勝久に竹刀で打たれながらも、マトは勝久をキッと見据え、げんこつで勝久を打ち負かす。この勝利に子供たちは歓喜したが、勝久が憲兵隊長の息子だったため、子供の親たちは報復を恐れた。
翌日、学校でマトと勝久は呼び出されるが、教師と双方の親の元、マトの父・秀雄は竹刀の相手に素手で立ち向かったことを「偉い」と褒めるのだった。
無罪放免となり教室に戻るマトはまさに「ヒーロー」として、級友たちに「マト！マト！」と拍手で迎え入れられた。
美代子は東京に戻ることになり、マトは「マミ動物園」の中のモルモットを２匹、美代子にプレゼントした。
丹波篠山では今日も子供たちがにぎやかに遊んでいる。

## キャスト
- 河合雅雄（三男） - 三浦春馬
- 河合静子（母） - 神崎愛
- 河合秀雄（父） - 篠田三郎
- 河合さと（祖母） - 雪代敬子
- 前田美代子 - 小峰玲奈

### 河合家の兄弟
- 長男・仁（オキヤン） - 久保山知洋
- 次男・公（タント） - 登坂紘光
- 五男・速雄（ハーチャン） - 小坂風真
- 六男・逸雄（イーチ） - 小坂明日桂

### その他
- 上田和子（先生） - みやなおこ
- 林一朗（校長先生） - 芝本正
- 石井義久 - レツゴー三匹（長作）
- 木田正勝 - 谷口高史
- 牛島（医師） - 桂茶がま
- 前田絹江（美代子の母） - 日向明子
- 波多野万蔵（美代子の祖父） - 織本順吉

## エピソード
撮影は平成13年（2001年）10月頃である（台本読み合わせは9月から）。
登場する小学生は「男の子は丸刈り、女の子はおかっぱ頭」という条件で、一般公募約350人、劇団推薦約350人から選考された。
当時の写真や撮影エピソードは、公式サイト（外部リンクの項参照）の「現場レポート」に多数掲載。

## スタッフ
- 原作 - 河合雅雄「少年動物誌」
- 企画・監督 - 西垣吉春
- 脚本 - 片岡昭義、西垣吉春、山口セツ
- 音楽 - 藤家溪子
  - 演奏 - カペラ・サンクトペテルブルク交響楽団
- 撮影 - 坂根省三
- 美術 - 秋好泰海、極並浩史
- 照明 - 安藤清人
- 録音 - 四方裕幸
- 編集 - 三宅弘
- プロデューサー - 豊島泉、山田裕司
- 企画協力 - 河村一夫、井之上綾子、秋田由紀、飯島博
- 製作者 - 端信行、守実淳
- エグゼクティブプロデューサー - 荻野宏、鈴木豊司
- 制作協力 - 株式会社パブリックセンター（現：ニトリパブリック）
- 制作プロダクション - 東映京都撮影所
- 製作 - 森の学校製作委員会

## 評価・反響
- 文部科学省特別選定、厚生労働省推薦、環境省推薦、（社）青少年育成国民会議推薦、（社）日本PTA全国協議会特別推薦[2]
- 第22回「モスクワ国際児童青少年映画祭」招待作品（2005年12月20日～12月27日の映画祭で上映）[2]
- 世界12ヶ国語に翻訳され、各国で公開[2]
- 京都大学総合博物館学術映像博覧会2009にて上映[2]
- 当時11歳の三浦春馬が初主演した映画であることから、三浦の死去後に上映リクエストが多数寄せられ、2020年12月に全国で再上映されることとなった。